# Les Siffleurs (film, 2019)
Pour les articles homonymes, voir Les Siffleurs (homonymie).
Pour plus de détails, voir Fiche technique et Distribution.
Les Siffleurs (La Gomera) est un film franco-germano-roumain réalisé par Corneliu Porumboiu, sorti en 2019.

## Synopsis
Cristi, inspecteur de police corrompu de Bucarest, suivi par ses collègues, se rend sur l'île de La Gomera aux Canaries pour apprendre auprès du maffieux espagnol Paco le silbo, qui est le langage sifflé des habitants de cette île. Ce afin de communiquer discrètement pour libérer Zsolt, un homme d'affaires trouble arrêté en Roumanie, ayant détourné et caché 30 millions d'euros. Mais Cristi n'est pas le seul à jouer un double jeu.

## Fiche technique
- Titre original : La Gomera
- Titre français : Les Siffleurs
- Titre allemand : La Gomera – Verpfiffen und verraten
- Réalisation et scénario : Corneliu Porumboiu
- Décors : Anca Perja
- Costumes : Dana Păpăruz (ro)
- Photographie : Tudor Mircea
- Montage : Roxana Szel
- Production : Patricia Poienaru, Marcela Ursu
- Production exécutive : Mihai Busuioc
- Production associée : Alejandro Arenas, Jim Stark, Dan Wechsler, Jamal Zeinal Zade
- Coproduction : Maren Ade, Jonas Dornbach, Janine Jackowski, Anthony Muir, Sylvie Pialat, Olivier Père, Benoît Quainon, Sean Wheelan
- Sociétés de production : 42 Km Film (Roumanie), Les Films du Worso (France), Komplizen Film (Allemagne)
- Société de distribution : Diaphana Distribution (France)
- Pays de production :  Roumanie,  France,  Allemagne
- Format : couleur — 35 mm — 1,85:1 — Dolby Digital
- Genre : comédie dramatique et policier
- Durée : 97 minutes
- Dates de sortie :
  - France : 18 mai 2019 (festival de Cannes 2019) ; 8 janvier 2020 (sortie nationale)
  - Roumanie : 7 juin 2019 (festival international du film de Transylvanie)[1] ; 13 septembre 2019 (sortie nationale)
  - Belgique, Suisse romande : 15 janvier 2020
  - Allemagne : 13 février 2020

## Distribution
- Vlad Ivanov : Cristi
- Catrinel Marlon : Gilda
- Rodica Lazăr (ro) : Magda
- Agustí Villaronga : Paco
- Sabin Tambrea : Zsolt
- István Téglás (ro) : Claudiu
- Cristóbal Pinto : Carlito
- Antonio Buíl : Kiko
- Sergiu Costache : Toma
- Andrei Ciopec : spécialiste criminalité

## Accueil

### Accueil critique
- En France, le site Allociné recense une moyenne des critiques presse de 3,5⁄5[2].

- Pour Thierry Cheze de Première, « on sent que le cinéaste maîtrise son sujet et finira par retomber sur ses pattes. Et surtout que le plaisir pris à déguster l'absurde des situations et de cette collection de personnages hauts en couleur balaie une large part de ces réticences. Mais pas toutes. Porumboiu a un peu oublié que les blagues les plus courtes sont décidément les meilleures. »[3].

- Le journal Le Figaro a apprécié le ton de la narration : « Ce film noir, signé du Roumain Corneliu Porumboiu, pratique un humour grinçant autour d'un flic corrompu. »[4].

- Pour Siegfried Forster de RFI, « Le réalisateur roumain Corneliu Porumboiu nous surprend avec un film policier musical hors norme qui s'amuse à jouer avec les conventions du film de genre sans oublier l'amour et l'humour. […] à la fin, on a envie d'embrasser le réalisateur pour nous avoir procuré une heure et demie de bonheur pur, d'une intelligence rare. »[5].

## Autour du film
Les séquences visibles au cinéma sont extraites du western La Prisonnière du désert (en anglais : The Searchers) de 1956, réalisé par John Ford.

## Distinctions

### Sélections
- Festival de Cannes 2019 : sélection officielle, en compétition
- Festival international du film de Toronto 2019 : sélection en section Masters
- Arras Film Festival 2019 : sélection en section Visions de l'Est
- Prix Gopo 2020